# Tassy András
Tassy András (Nagykároly, 1900. november 21. – Budapest, 1963. szeptember 18.) magyar színész.

## Életpályája
Nagykárolyban született, 1900. november 21-én. Eredeti neve Schittbeck András. Gyógyszerészként tevékenykedett Zilahon, majd vidéki társulatokban szerepelt. 1937-től haláláig, 1963-ig a Nemzeti Színház tagja volt, nyaranta rendszeresen szerepelt a Margitszigeti Szabadtéri Színpadon a Nemzeti Színház előadásain. Színpadon és filmen is epizód- és karakterekszerepeket játszott.

## Színházi szerepeiből
- William Shakespeare: III. Richárd... John Morton; Az Ely-i püspök
- William Shakespeare: Macbeth... Angol orvos
- William Shakespeare: Sok hűhó semmiért... Ferenc barát
- William Shakespeare: Szentivánéji álom... Philostrat
- Molière: Nők iskolája... Oronte, Horace apja
- Molière: Tartuffe... Lojális úr, törvényszolga
- Molière: A versailles-i rögtönzés... Béjart
- Bertolt Brecht: Jó embert keresünk... Munkanélküli
- George Bernard Shaw: Warrenné mestersége... A tiszteletes
- George Bernard Shaw: Szent Johanna... Tiszttartó
- Lev Nyikolajevics Tolsztoj: Anna Karenina... Diplomata
- ifj. Alexandre Dumas: A kaméliás hölgy... Saint-Gaudens
- Ion Luca Caragiale: Az elveszett levél... Popescu, tanító, a 'Kárpátok Harsonája' munkatársa
- Mikszáth Kálmán: Sipsirica... A gróf
- Gádor Béla: Lyuk az életrajzon... Kalmár
- Mesterházi Lajos: Üzenet... Tutyi bácsi
- Szomory Dezső: Takáts Alice... Markovits László

## Filmek, tv
- Mátyás rendet csinál (1939)
- Tűz (1948)
- Felszabadult föld (1951)
- Tűzkeresztség (1952)
- Gázolás (1955)
- A 9-es kórterem (1955)
- Dandin György, avagy a megcsúfolt férj (1955)
- Szakadék (1956)
- Dollárpapa (1956)
- Tanár úr, kérem… (1956)
- Mese a 12 találatról (1957)
- Sóbálvány (1958)
- Micsoda éjszaka! (1958)
- Csempészek (1958)
- Razzia (1958)
- Álmatlan évek (1959)
- Fűre lépni szabad (1960)
- A Noszty fiú esete Tóth Marival (1960)
- Katonazene (1961)
- Mindenki ártatlan? (1962)
- Pirosbetűs hétköznapok (1962)
- Pacsirta (1964)